# Deuteronomos pseudoquercaria
Deuteronomos pseudoquercaria là một loài bướm đêm trong họ Geometridae.